# Matriz (ecologia)

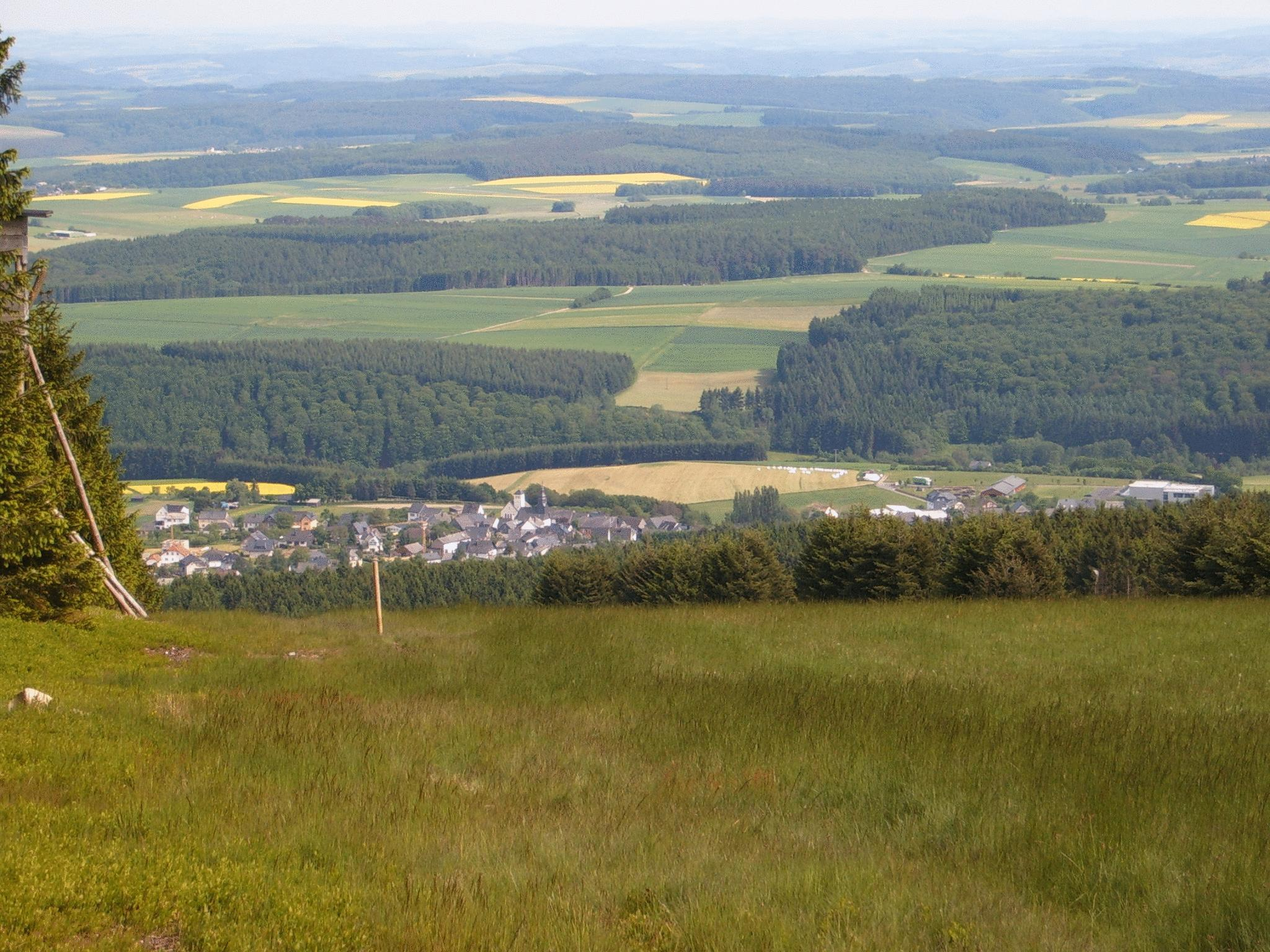
Fragmentos de floresta rodeados por matriz modificada

Entende-se por matriz a paisagem adjacente a um fragmento florestal, adequado ou não para uma determinada espécie.
É um conceito amplamente utilizado em ecologia de paisagem e nos estudos de metapopulações, funcionando como um mosaico de unidades com diferentes níveis de permeabilidade, com cada unidade oferecendo diferentes resistências a movimentação entre os fragmentos ou à ocorrência de diferentes espécies.   

## Tipos de matriz ecológica

### Matriz ecológica natural
Pode ser definida como áreas que resguardam características naturais necessárias à manutenção dos ecossistemas, sendo compostas de grandes territórios apresentando boas representações dos biomas nos quais estão inseridas. Em geral contém uma cadeia ecológica completa com a biodiversidade capaz de manter a vida silvestre em todos os níveis da cadeia alimentar. 

### Matriz ecológica modificada
É o conjunto de ambientes que envolvem fragmentos de habitat em paisagens, sendo considerada pouco importante, inóspita e às vezes homogênea por alguns autores. Como exemplo de matriz ecológica modificada pode-se utilizar as matrizes da paisagem urbana (construções, bairros, etc.), plantações e pastagens.  

## Importância da matriz ecológica
A resposta de algumas espécies as variadas estruturas de matriz circundante pode variar de acordo com suas exigências ecológicas, por exemplo, em morcegos na floresta Amazônica, estudos revelam que estes não sofrem influência da matriz circundante, logo, para estes morcegos a matriz não funciona como barreira para sua dispersão. A matriz exerce papel fundamental na dinâmica populacional e a capacidade das espécies em ocupar ou se deslocar pela matriz é um atributo essencial para a manutenção destas em ambientes extremamente fragmentados como os de diversos biomas. Além disto, a matriz pode complementar e atuar de forma sinérgica com os corredores ecológicos na facilitação do deslocamento de espécies em paisagens fragmentadas.    